# Z 2 Georg Thiele
Le Z 2 Georg Thiele est un destroyer de la classe Type 1934 de la Kriegsmarine.
Le nom du navire est un hommage à Georg Thiele, officier mort le 17 octobre 1914 sur le SMS S 116 coulé par la marine britannique.

## Histoire
Le Georg Thiele fait ses premières manœuvres à l'automne 1937. En avril 1938, il fait son premier voyage à l'étranger à Ulvik en compagnie de ses sister-ships Max Schultz et Richard Beitzen. À son retour, il revient au chantier naval pour des corrections. Le 22 août, il participe à la parade du Prinz Eugen. Après les manœuvres d'automne et la célébration du lancement du porte-avions Graf Zeppelin, le destroyer va en Islande avec les Leberecht Maass, Max Schultz et Richard Beitzen pour vérifier son état.
Le 23 mars 1939, le Georg Thiele accompagne le Deutschland au territoire de Memel. Il fait partie de la flotte comprenant l'Admiral Graf Spee et l'Admiral Scheer qui voyage dans l'ouest de la mer Méditerranée, du 18 avril au 16 mai et s'arrête dans des ports d'Espagne et du Maroc.
Lors de la surveillance du trafic dans l'Øresund en raison de tensions politiques accrues, le Max Schultz entre en collision le 27 août 1939 avec le Tiger qui coule. Le destroyer remorque le Max Schultz jusqu'à Świnoujście.
Au début de la Seconde Guerre mondiale, le Georg Thiele se trouve en mer Baltique puis va en mer du Nord pour poser des mines. Fin 1939, il entre au chantier naval pour des réparations jusqu'en avril 1940.
Le navire est inscrit pour participer à l'opération Weserübung. Le destroyer débarque 200 soldats alpins dans le port de Narvik après avoir subi les tirs du navire de défense côtière Norge qui est coulé.
Les dix destroyers allemands sont surpris par l'arrivée de la flotte britannique dans le port de Narvik le 10 avril. Les Wilhelm Heidkamp et Anton Schmitt sont détruits. Le commandant Friedrich Bonte meurt. Le Diether von Roeder qui vient prend feu. Le Hermann Künne et le Hans Lüdemann qui se sont ravitaillés auprès du Jan Wellem subissent des dommages plus légers.
Les Bernd von Arnim et Georg Thiele qui arrivent du fjord de Ballangen, sont attaqués à leur tour par la marine britannique. Ils seront suivis par les Wolfgang Zenker, Erich Giese et Erich Koellner qui viennent du Herjangsfjord et détruisent les destroyers Hardy et Hunter. Les trois bateaux restés à l'arrière sont frappés par le Georg Thiele et prennent feu. Les autres navires britanniques peuvent fuir, car les navires allemands n'ont plus de carburant. Les Britanniques détruisent les ravitailleurs Rauenfels, Alster et Kattegat sur leur chemin.
Le combat final a lieu le 13 avril 1940. La marine britannique revient. Les navires allemands présents utilisent toutes leurs munitions puis se sabordent. Quand les Wolfgang Zenker, Bernd von Arnim et Hans Lüdemann prennent la retraite, le Georg Thiele  les couvre. Avec une dernière torpille, le destroyer britannique Eskimo est endommagé.

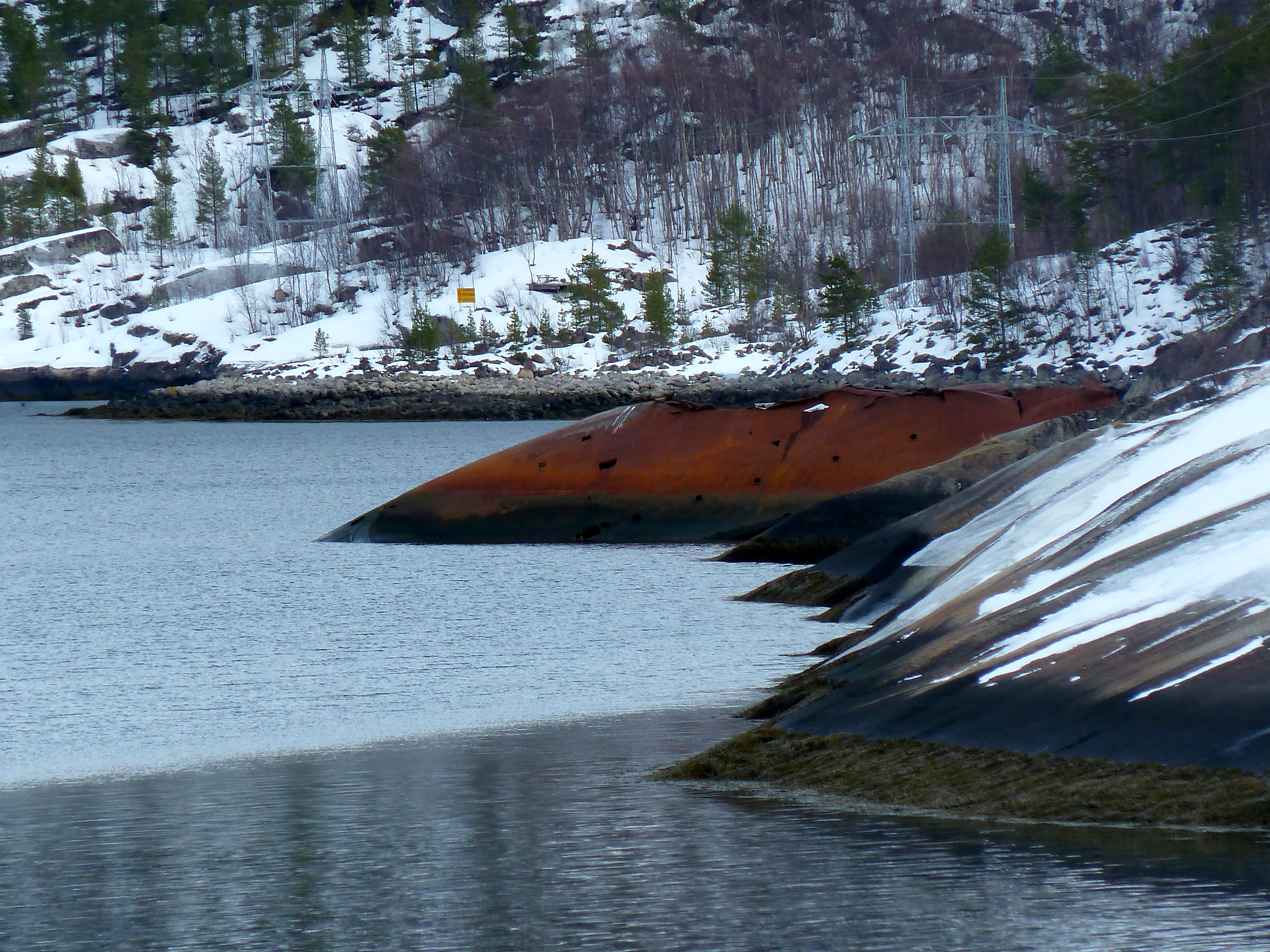
L'épave du Georg Thiele

Le Georg Thiele, qui a épuisé toutes ses munitions, se pose à un rocher du fjord de Rombaken et se saborde avec des explosifs. La flotte britannique arrive peu après. Les marins allemands se rassemblent sur un chemin de fer. Pendant ce rassemblement, il y a de nombreuses pertes par les bombardements britanniques. Pendant les combats du 10 au 13 avril 1940, 27 membres de l'équipage du Georg Thiele sont tués. Le reste de l'équipage participe aux combats ultérieurs.
La proue du Georg Thiele est toujours émergée et peut être visitée.

## Commandement
- Fregattenkapitän Hans Hartmann - 27 février 1937 au 7 août 1938
- Fregattenkapitän Rudolf von Pufendorf - 8 août 1938 au 27 octobre 1938
- Korvettenkapitän Max-Eckart Wolff - 30 octobre 1938 au 13 avril 1940